# Persone di nome Robert/Politici
| Questa pagina contiene informazioni ricavate automaticamente dalle voci biografiche con l'ausilio del template Bio e di un bot. L'aggiornamento è periodico e automatico e ricostruisce completamente la pagina. Se manca una persona in questa lista, sei pregato di non aggiungerla, ma accertati piuttosto che la sua voce biografica contenga il template Bio e che i dati anagrafici siano correttamente compilati. Se il template Bio manca, inseriscilo tu stesso o, in alternativa, metti l'avviso {{tmp\|Bio}} che ne segnala la mancanza. Se i dati riportati sono sbagliati, correggi direttamente la voce biografica; le modifiche saranno visibili in questa lista entro pochi giorni. Per chiarimenti vedi il progetto antroponimi. La lista contiene solo le 174 persone che sono citate nell'enciclopedia e per le quali è stato implementato correttamente il template Bio. Pagina aggiornata al 6 ago 2025. |

Questa è una lista di persone presenti nell'enciclopedia che hanno il nome Robert e sono politici.

## A(6)
- Robert Abela, politico e avvocato maltese (Sliema, n. 1977)
- Robert Ameerali, politico surinamese (Paramaribo, n. 1961)
- Robert Bernard Anderson, politico statunitense (Burleson, n. 1910 - New York, † 1989)
- Rob Andrews, politico statunitense (Camden, n. 1957)
- Robert Arnauld d'Andilly, politico, poeta e scrittore francese (Parigi, n. 1589 - Port-Royal des Champs, † 1674)
- Robert Atkins, politico britannico (Londra, n. 1946)

## B(21)
- Robert Aderholt, politico e avvocato statunitense (Haleyville, n. 1965)
- Robert Bacon, politico e diplomatico statunitense (n. 1860 - † 1919)
- Robert Baldwin, politico canadese (York, n. 1804 - York, † 1858)
- Robert Balle, politico inglese
- Robert Banks Jenkinson, II conte di Liverpool, politico inglese (Londra, n. 1770 - Kingston upon Thames, † 1828)
- Bob Bennett, politico statunitense (Salt Lake City, n. 1933 - Contea di Arlington, † 2016)
- Robert J. Bentley, politico statunitense (Columbiana, n. 1943)
- Robert Bergland, politico statunitense (Roseau, n. 1928 - Roseau, † 2018)
- Robert Biedroń, politico e attivista polacco (Rymanów, n. 1976)
- Rob Bishop, politico statunitense (Kaysville, n. 1951)
- Robert Blum, politico tedesco (Colonia, n. 1804 - Brigittenau, † 1848)
- Robert Borden, politico canadese (Grand-Pré, n. 1854 - Ottawa, † 1937)
- Robert A. Borski, Jr., politico statunitense (Filadelfia, n. 1948)
- Bob Brady, politico statunitense (Filadelfia, n. 1945)
- Rob Bresnahan, politico statunitense (Kingston, n. 1990)
- Robert Brooke, politico statunitense (n. 1761 - † 1799)
- Bob Brown, politico e ambientalista australiano (Oberon, n. 1944)
- Robert Buckland, politico e avvocato britannico (Llanelli, n. 1968)
- Robert Bulwer-Lytton, politico britannico (Londra, n. 1831 - Parigi, † 1891)
- Robert Buron, politico e scrittore francese (Parigi, n. 1910 - Parigi, † 1973)
- Robert Byrd, politico statunitense (North Wilkesboro, n. 1917 - Falls Church, † 2010)

## C(14)
- Bob Casey, Jr., politico e avvocato statunitense (Scranton, n. 1960)
- Robert Catesby, politico britannico (Lapworth, n. 1572 - Holbeach House, † 1605)
- Milton Cato, politico sanvincentino (Saint Vincent, n. 1915 - Kingstown, † 1997)
- Robert Cazanciuc, politico e magistrato rumeno (Ploiești, n. 1971)
- Bob Chiarelli, politico canadese (Ottawa, n. 1941)
- Bob Clement, politico statunitense (Nashville, n. 1943)
- Robert Collignon, politico belga (Villers-le-Bouillet, n. 1943)
- Bob Collins, politico australiano (n. 1946 - † 2007)
- Robert Comtesse, politico svizzero (Valangin, n. 1847 - La Tour-de-Peilz, † 1922)
- Bob Corker, politico statunitense (Orangeburg, n. 1952)
- Robert Bruce Cotton, politico inglese (n. 1571 - † 1631)
- Lawrence Coughlin, politico statunitense (Wilkes-Barre, n. 1929 - Mathews, † 2001)
- Robert Cramer, politico e avvocato statunitense (Huntsville, n. 1947)
- Robert Crewe-Milnes, politico e scrittore britannico (Londra, n. 1858 - Il Cairo, † 1945)

## D(6)
- Robert Dinwiddie, politico britannico (n. 1693 - Bristol, † 1770)
- Robert Dold, politico statunitense (Evanston, n. 1969)
- Bob Dole, politico, militare e avvocato statunitense (Russell, n. 1923 - Washington, † 2021)
- Robert B. Duncan, politico statunitense (Normal, n. 1920 - Portland, † 2011)
- Budd Dwyer, politico statunitense (Saint Charles, n. 1939 - Harrisburg, † 1987)
- Robert di Ghent, politico inglese

## E(4)
- Anthony Eden, politico, militare e nobile britannico (Durham, n. 1897 - Salisbury, † 1977)
- Robert Ehrlich, politico e avvocato statunitense (Arbutus, n. 1957)
- Robert Brown Elliott, politico e avvocato statunitense (Liverpool, n. 1842 - † 1884)
- Robert Smylie, politico statunitense (Marcus, n. 1914 - Boise, † 2004)

## F(4)
- Bob Ferguson, politico e avvocato statunitense (Seattle, n. 1965)
- Robert Fico, politico slovacco (Topoľčany, n. 1964)
- Bob Filner, politico statunitense (Pittsburgh, n. 1942 - Costa Mesa, † 2025)
- Bob Franks, politico statunitense (Hackensack, n. 1951 - New York, † 2010)

## G(8)
- Robert Garcia, politico peruviano (Lima, n. 1977)
- Robert Gates, politico e militare statunitense (Wichita, n. 1943)
- Bob Gibbs, politico statunitense (Peru, n. 1954)
- Robert Gibbs, politico e funzionario statunitense (Auburn, n. 1971)
- Bob Good, politico statunitense (Wilkes-Barre, n. 1965)
- Bob Goodlatte, politico statunitense (Holyoke, n. 1952)
- Robert Grimm, politico e pubblicista svizzero (Wald, n. 1881 - Berna, † 1958)
- Robert Guéï, politico e militare ivoriano (Kabakouma, n. 1941 - Abidjan, † 2002)

## H(10)
- Robert Haab, politico svizzero (Wädenswil, n. 1865 - Zurigo, † 1939)
- Robert Habeck, politico tedesco (Lubecca, n. 1969)
- Robert Halfon, politico britannico (Londra, n. 1969)
- Bob Hawke, politico australiano (Bordertown, n. 1929 - Sydney, † 2019)
- Robert Hobart, IV conte di Buckinghamshire, politico inglese (Great Hampden, n. 1760 - Londra, † 1816)
- Bob Holden, politico statunitense (Kansas City, n. 1949)
- Robert Hue, politico francese (Cormeilles-en-Parisis, n. 1946)
- Robert Mercer Taliaferro Hunter, politico statunitense (Mount Pleasant, n. 1809 - Alexandria, † 1887)
- Robert Hunter, politico, militare e drammaturgo scozzese (Edimburgo, n. 1666 - Giamaica, † 1734)
- Robert Hurt, politico statunitense (New York, n. 1969)

## I(2)
- Bob Inglis, politico e avvocato statunitense (Savannah, n. 1959)
- Robert Iwaszkiewicz, politico polacco (Breslavia, n. 1962)

## J(3)
- Robert Jocelyn, visconte Jocelyn, politico e ufficiale irlandese (Londra, n. 1816 - Londra, † 1854)
- Robert Jocelyn, III conte di Roden, politico irlandese (n. 1788 - Edimburgo, † 1870)
- Robert Taylor Jones, politico statunitense (Rutledge, n. 1884 - Phoenix, † 1958)

## K(7)
- Robert Kaliňák, politico slovacco (Bratislava, n. 1971)
- Bob Kasten, politico statunitense (Milwaukee, n. 1942)
- Robert Kennedy, politico statunitense (Brookline, n. 1925 - Los Angeles, † 1968)
- Robert F. Kennedy Jr., politico, avvocato e scrittore statunitense (Washington, n. 1954)
- Ṙobert K'očaryan, politico karabakho (Step'anakert, n. 1954)
- Robert Kotei, politico, generale e altista ghanese (n. 1935 - Accra, † 1979)
- Bob Krueger, politico e diplomatico statunitense (New Braunfels, n. 1935 - New Braunfels, † 2022)

## L(12)
- Robert M. La Follette, politico statunitense (Primrose, n. 1855 - Washington, † 1925)
- Robert J. Lagomarsino, politico statunitense (Ventura, n. 1926 - Ojai, † 2021)
- Robert Lansing, politico e avvocato statunitense (Watertown, n. 1864 - New York, † 1928)
- Bob Latta, politico e avvocato statunitense (Bluffton, n. 1956)
- Robert Lemaignen, politico francese (Blois, n. 1893 - Parigi, † 1980)
- Robert Ley, politico tedesco (Niederbreidenbach, n. 1890 - Norimberga, † 1945)
- Robert Todd Lincoln, politico e militare statunitense (Springfield, n. 1843 - Manchester, † 1926)
- Bob Livingston, politico statunitense (Colorado Springs, n. 1943)
- Robert Llewellyn Bradshaw, politico nevisiano (Saint Paul Capisterre, n. 1916 - Basseterre, † 1978)
- Robert Lucas, politico statunitense (Shepherdstown, n. 1781 - Iowa City, † 1853)
- Robert Lurting, politico statunitense († 1735)
- Ben Wallace, politico e ex militare britannico (Londra, n. 1970)

## M(13)
- Bob Martinez, politico statunitense (Tampa, n. 1934)
- Bob Matsui, politico statunitense (Sacramento, n. 1941 - Bethesda, † 2005)
- Bob McDonnell, politico statunitense (Filadelfia, n. 1954)
- Rob Menendez, politico statunitense (Contea di Hudson, n. 1985)
- Bob Menendez, politico e avvocato statunitense (New York, n. 1954)
- Robert Menzies, politico australiano (Jeparit, n. 1894 - Melbourne, † 1978)
- Robert Michel, politico e militare statunitense (Peoria, n. 1923 - Arlington, † 2017)
- Bob Mollohan, politico statunitense (Grantsville, n. 1909 - Fairmont, † 1999)
- Robert Moray, politico scozzese (Scozia - Londra, † 1673)
- Robert Morris, politico statunitense (Liverpool, n. 1734 - Filadelfia, † 1806)
- Robert Morris, politico e avvocato statunitense (New York, n. 1808 - New York, † 1855)
- Robert Mugabe, politico e rivoluzionario zimbabwese (Kutama, n. 1924 - Singapore, † 2019)
- Robert Muldoon, politico neozelandese (Auckland, n. 1921 - Auckland, † 1992)

## N(4)
- Randy Neugebauer, politico statunitense (Saint Louis, n. 1949)
- Robert Carter Nicholas, politico statunitense (n. 1728 - † 1780)
- Robert Carter Nicholas, politico statunitense (Hanover Courthouse, n. 1793 - Parrocchia di Terrebonne, † 1857)
- Robert Nkili, politico camerunese (Endom, n. 1945)

## O(4)
- Beto O'Rourke, politico statunitense (El Paso, n. 1972)
- Bob Onder, politico statunitense (Saint Louis, n. 1962)
- Robert Otway-Cave, politico britannico (n. 1796 - † 1844)
- Robert Dale Owen, politico e diplomatico statunitense (Glasgow, n. 1801 - Lake George, † 1877)

## P(6)
- Robert Porter Patterson, politico statunitense (Glens Falls, n. 1891 - Newark, † 1952)
- Robert Peel, politico britannico (Bury, n. 1788 - Westminster, † 1850)
- Robert Pittenger, politico statunitense (Dallas, n. 1948)
- Rob Portman, politico e avvocato statunitense (Cincinnati, n. 1955)
- Robert Poujade, politico, funzionario e insegnante francese (Moulins, n. 1928 - Parigi, † 2020)
- Robert Pow, politico e giocatore di curling canadese (Emerson, n. 1883 - Fort William, † 1958)

## R(10)
- Robert Radcliffe, I conte di Sussex, politico britannico (n. 1483 - Chelsea, † 1542)
- Robert D. Ray, politico e avvocato statunitense (Des Moines, n. 1928 - Des Moines, † 2018)
- Robert Reich, politico, economista e divulgatore scientifico statunitense (Scranton, n. 1946)
- Robert Raymond Reid, politico statunitense (Contea di Beaufort, n. 1789 - Tallahassee, † 1841)
- Robert Rex, politico niueano (Avatele, n. 1909 - Alofi Sud, † 1992)
- Bob Riley, politico statunitense (Ashland, n. 1944)
- Robert Jackson, politico australiano (Melbourne, n. 1911 - Londra, † 1991)
- Robert Sackville, II conte di Dorset, politico inglese (n. 1561 - Londra, † 1609)
- Robert Rowland, politico britannico (Bowdon, n. 1966 - Bahamas, † 2021)
- Robert Rubin, politico statunitense (New York, n. 1938)

## S(20)
- Robert von Salm-Reifferscheidt-Raitz, politico e diplomatico austriaco (Praga, n. 1804 - Vienna, † 1875)
- Robert Cumming Schenck, politico statunitense (Franklin, n. 1809 - Washington, † 1890)
- Robert Scholl, politico tedesco (Mainhardt, n. 1891 - Stoccarda, † 1973)
- Bobby Scott, politico e avvocato statunitense (Washington, n. 1947)
- Robert Serra, politico venezuelano (Maracaibo, n. 1987 - Caracas, † 2014)
- Bob Shamansky, politico statunitense (Columbus, n. 1927 - Bexley, † 2011)
- Robert de Sigello, politico e vescovo cattolico inglese († 1150)
- Robert Smith, politico statunitense (Lancaster, n. 1757 - Baltimora, † 1842)
- Robert Freeman Smith, politico statunitense (Portland, n. 1931 - Medford, † 2020)
- Tony Snow, politico, giornalista e conduttore radiofonico statunitense (Berea, n. 1955 - Washington, † 2008)
- Robert Spencer, II conte di Sunderland, politico e militare inglese (Parigi, n. 1641 - Althorp, † 1702)
- Robert Spencer di Spencer Combe, politico e nobile inglese (Crediton)
- Robert Spencer, I visconte Teviot, politico e nobile inglese (Althorp, n. 1629 - † 1694)
- Robert Stafford, politico statunitense (Rutland, n. 1913 - Rutland, † 2006)
- Robert Stewart, II marchese di Londonderry, politico britannico (Dublino, n. 1769 - Loring Hall, † 1822)
- Robert Stewart, I marchese di Londonderry, politico irlandese (n. 1739 - Down, † 1821)
- Robert Marcellus Stewart, politico statunitense (Truxton, n. 1815 - Saint Joseph, † 1871)
- Bobby Storey, politico irlandese (Belfast, n. 1956 - † 2020)
- Andrew Stunell, politico britannico (Londra, n. 1942 - † 2024)
- Bobi Wine, politico e musicista ugandese (Distretto di Gomba, n. 1982)

## T(5)
- Bob Taft, politico statunitense (Boston, n. 1942)
- Robert Taft Jr., politico statunitense (Cincinnati, n. 1917 - Cincinnati, † 1993)
- Robert Taft, politico e avvocato statunitense (Cincinnati, n. 1889 - New York, † 1953)
- Robert Toombs, politico e generale statunitense (Washington, n. 1810 - Washington, † 1885)
- Robert Torricelli, politico e avvocato statunitense (Paterson, n. 1951)

## V(2)
- Robert Anderson Van Wyck, politico statunitense (New York, n. 1849 - Parigi, † 1918)
- Robert von Puttkamer, politico prussiano (Francoforte sull'Oder, n. 1828 - Karsina, † 1900)

## W(12)
- Robert F. Wagner, jr., politico statunitense (New York, n. 1910 - New York, † 1991)
- Robert Heinrich Wagner, politico e militare tedesco (Eberbach, n. 1895 - Belfort, † 1946)
- Robert Smith Walker, politico statunitense (Bradford, n. 1942)
- Robert Walpole, II conte di Orford, politico inglese (n. 1701 - † 1751)
- Robert Walpole, politico e nobile britannico (Houghton Hall, n. 1676 - Houghton Hall, † 1745)
- Robert Waterman, politico statunitense (Fairfield, n. 1826 - San Diego, † 1891)
- Robert Wexler, politico e avvocato statunitense (New York, n. 1961)
- Robert McAlpin Williamson, politico statunitense (Contea di Clarke - Contea di Wharton, † 1859)
- Bob Wise, politico statunitense (Washington, n. 1948)
- Rob Wittman, politico statunitense (Washington, n. 1959)
- Robert Woonton, politico, diplomatico e medico cookese (n. 1949)
- Robert John Wynne, politico statunitense (New York City, n. 1851 - Washington, † 1922)

## Z(1)
- Robert Zoellick, politico statunitense (Naperville, n. 1953)